# 江戸幕末滞在記
『江戸幕末滞在記』（えどばくまつたいざいき）は、1866年から1867年にかけてフランス海軍の士官として横浜、兵庫、大阪を訪れたデンマーク人、エドゥアルド・スエンソン（Edouard Suenson,1842 - 1921）による見聞録。原題は『日本素描』（Fra All Lande）で、デンマーク文学者・比較文学者の長島要一（コペンハーゲン大学特任教授）が完訳して1989年に刊行した。

## 概要
スエンソンはデンマーク海軍の軍人であるが、フランス海軍に出向して横浜に駐留し、一度朝鮮半島への攻撃に参加したものの再び日本に戻り、その後大阪で徳川慶喜に謁見し、デンマークに帰国した。『日本素描』はそのおおよそ一年間に及ぶ日本での滞在を記録したものである。
スエンソン自身は、当時のハリー・パークス公使（Sir Harry Smith Parkes,1828 - 1885）に代表される西南雄藩支持のイギリスとは対照的に、レオン・ロッシュ公使（Michel Jules Marie Léon Roches,1809 - 1900）に代表される幕府支持のフランスの利害枠組みの中で日本を経験したため、遣仏使節徳川昭武一行を乗せた同じ便船の横浜解䌫に立ち会い、さらに、ついに最後の将軍となった徳川慶喜に謁見している。そのため滞在記では、1866年の薩長同盟、翌年1867年の大政奉還が行われた幕末の動乱期における幕府を窺い知ることができるのと同時に、横浜滞在期間には、横浜及びその近郊で精力的に見聞を広めているため、当時の日本人や暮らし、社会についても読み取ることができる。

## 構成
1866年8月10日（慶応2年7月1日）横浜に到着し駐留してから、同年11月（同年10月）に提督ローズとともに、修道士迫害に対する懲罰行動である朝鮮江華島攻撃（丙寅洋擾）に参加し横浜に戻るまでを第一部、1867年2月15日（慶応3年1月11日）遣仏使節徳川昭武一行を乗せた便船の横浜解䌫に立ち会いするところから、同年5月1日（同年3月27日）にフランス公使レオン・ロッシュが大阪で徳川慶喜に謁見する際に陪席し、同年同月7日（同年4月4日）に大阪を離れるまでを第二部として構成されている。
なおスエンソンは1867年7月に郵便船ファーズ号（phase）で日本から上海を経由した後帰国しているが、その経緯については記述されていない。

## 滞在中の主な出来事
- 1866年7月5日 コーチシナのフランス基地を出航
- 1866年7月13日 香港に寄港
- 1866年7月18日 香港を出航
- 1866年7月31日 揚子江の河口で砂洲座礁。一時は危険な状態に陥るも幸い幸運な事情が重なり砂洲を離れる[1]。しかし商船の一部が破損したため、後日上海で商船を修復。そこでフランスの郵便船の船長から横浜までの同船を誘われ乗船を決める[2]
- 1866年8月5日 日の出とともにフランスの郵便船に乗り上海を出航
- 1866年8月10日 横浜着。上陸し異人居留地にあるフランス軍事施設に向かう[3]
- 1866年8月15日 フランス軍事施設でナポレオンの日の祝典を行う
- 1866年8月29日 イタリアのコルヴェット艦マジェンタ号（Magenta）の指揮官と士官が町の著名人全員を呼んで祝賀会を開く
- 1866年9月7日 郵便船が香港から、修道士迫害に対する懲罰行動として朝鮮江華島へ遠征するよう命令する旨が書かれた急送公文書が届き遠征の準備をする
- 1866年9月9日 早朝に横浜を出航。しかし気候の影響により下田で停泊
- 1866年9月10日 下田を出航
- 1866年9月15日 下関に停泊
- 1866年9月16日 長州藩より石炭の補給を受ける
- 1866年9月17日 下関を後にして朝鮮へ向かう
- 1866年11月24日 朝鮮から連れ帰った負傷兵に休養の時間を与えるため長崎に寄港。スエンソン自身も負傷したために長崎の地を踏むことは無かった[4]
- 1866年12月8日 横浜大火[5]を長崎で知る
- 1866年12月18日 横浜到着
- 1866年12月24日 クリスマスはラ・ゲリエール号で何事もなく過ごす
- 1867年1月1日 フランス人が提督に新年のあいさつを行うのを見る
- 1867年1月半ば シャルル・シャノワーヌ大尉（Charles Sulpice Jules Chanoine,1835 - 1915）を団長とする第一次フランス軍事顧問団が横浜に到着
- 1867年2月初め ひとりの士官と共に東海道まで散歩に出て、帰りに茶屋に寄る
- 1867年2月15日 遣仏使節徳川昭武一行を乗せた便船の横浜解䌫に立ち会う
- 1867年2月27日 フランス公使であるロッシュの徳川慶喜謁見のため、出帆準備命令がローズ提督から出される
- 1867年3月1日 ロッシュが乗船し、兵庫に向けて横浜を出発する
- 1867年3月2日 淡路海峡通過
- 1867年3月3日 兵庫到着。兵庫を見学した後、日本側の権威者を艦上に招いて晩餐する。暦を2日繰り上げて「マルディ・グラ」（Mardi gras[6]）を祝う
- 1867年3月4日 早朝に兵庫を出発し、艦のボートに乗り換え[7]淀川の河口まで行き大阪に上陸。しかし徳川慶喜が京都の朝廷に出かけており1週間戻らないためロッシュのみ大阪に滞在し、スエンソンは横浜に戻ることに決まり、数日後横浜にもどる[8]
- 1867年3月20日 ロッシュから連絡[9]を受け取るために兵庫に着きに、横浜の仏日本学校の生徒だった日本人士官二人を陸路で大阪に送り、スエンソンらの到着を告げさせる
- 1867年3月21日 再び淀川の河口から大阪に上陸。ロッシュの安全を確認。しかし慶喜がふたたび京都へ向かったために、大阪に2,3日滞在する[10]
- 1867年3月24日 慶喜が京都から大阪に戻った旨の報告を受ける
- 1867年3月25日 スエンソン、慶喜に謁見する。数日大阪に滞在し、その間に日本の芝居屋で演劇を見る
- 1867年4月末　 慶喜から英仏蘭米の大使へ謁見の招待が来る。四か国の行使や戦艦が大阪へ向かう
- 1867年4月26日 仏提督、公使、士官と共に三度目の大阪に着く
- 1867年4月27日 1日遅れで提督の命令よりなる海兵の分遣隊、通訳、給士、当番兵などが滞在先に着く
- 1867年5月1日 内謁見を行う。午後5時からはじまり、スエンソンも陪席する
- 1867年5月3日 正式な謁見を行う
- 1867年5月7日 横浜へ戻る